# ديفيد سميث (طاهي)
ديفيد سميث (بالإنجليزية: David Smith)‏ هو طاهي أسترالي، ولد في 1982 في كاتومبا في أستراليا.